# Jean Fischer
Jean-Baptiste Fischer (* 30. März 1867 in Brunstatt; † 13. März 1935 in Cachan) war ein französischer Radrennfahrer.

## Sportliche Laufbahn
Fischer war im Straßenradsport aktiv. 1899 bis 1905 war er Berufsfahrer. 1901 gewann er die erste Ausgabe des Eintagesrennens Paris–Tours vor Georges Lorgeou. Bei Bordeaux–Paris wurde er Dritter und bei Paris–Roubaix kam er auf den 7. Rang. 1902 und 1903 wurde er jeweils Sechster bei Paris–Roubaix. Einen zweiten Platz holte er 1901 bei Toulouse–Luchon–Toulouse hinter Louis Wattelier. Dritter wurde er beim Sieg von Constant Huret im Bol d’Or 1902.
In der Tour de France wurde er 1903 Fünfter, 1905 war er ausgeschieden.